# Anastasie (mitropolit al Moldovei)
Anastasie a fost un cleric ortodox moldovean din secolul al XVI-lea, ce a îndeplinit funcțiile de episcop al Romanului (1558–1572):p. 343 și de mitropolit al Moldovei (1572–1578).:p. 336

## Episcop al Romanului
Potrivit lui Nicolae Iorga, Anastasie a fost un ucenic al cronicarului Macarie, episcop al Romanului în perioada 1531–1551.:p. 158 El a fost ales ca episcop al Romanului după moartea lui Macarie la 1 ianuarie 1558, păstorind acolo timp de 14 ani după cum consemnează Grigore Ureche în letopisețul său: „Vă leato 7066 (1558) ghenarie 1, pristăvitu-s-au Macarie episcopul de Roman, ziditoriul și începătoriul mănăstirii Rișcăi, carile au fost la scaunul Romanului 27 de ani și cu cinste l-au îngropat la mănăstirea sa, la Râșca. Pre locul lui fu sfințit Anastasie, om destoinic a umplea slujba păstoriei sale, carile 14 ani au fostu episcop, mai apoi și la mitropolie au ajunsu.”
Împreună cu mitropolitul Grigorie Roșca al Moldovei și cu episcopul Eftimie al Rădăuților, episcopul Anastasie i-a citit molifta de domnie lui Despot Vodă care ocupase tronul Moldovei în noiembrie 1561, după alungarea din țară a lui Alexandru Lăpușneanu. Acest eveniment este relatat tot de cronicarul Grigore Ureche astfel: „Dispot vodă după goană ce au gonit pre Alixandru vodă pănă la Huși, s-au întorsu înapoi și au venit pănă la Iași, unde au poftit vlădicii, pre Grigorie mitropolitul și Anastasie episcopul de Romanul și episcopul Evthimie de Rădăuți și toți boierii țărâi, de i-au cetit molitva de domnie și i-au pus nume Ion vodă Dispot”.

## Mitropolit al Moldovei
Domnia lui Ioan Vodă cel Cumplit (1572–1574) a însemnat o prigoană pentru clerul moldovean. Cronicarul Ureche afirmă că temnițele erau pline de călugări în acea vreme, iar „mitropolitul Theofan n-ar fi ieșit intreg de dânsul, de nu ar fi fugit prin munți de groaza lui”. De asemenea, episcopul Gheorghie al Romanului a fost ars de viu în 1574, fiind acuzat de patimă de bani și de sodomie.:p. 179
Ca urmare a fugii în Ardeal a lui Teofan, episcopul Anastasie, considerat un „om destoinic”, a fost ales în anul 1572 ca mitropolit al Moldovei. El a rămas în scaun și în timpul domniei lui Petru Șchiopul (1574–1577), nepărăsindu-și misiunea nici în timpul domniei efemere a lui Ioan Potcoavă (noiembrie – decembrie 1577), care uzurpase tronul. După alungarea uzurpatorului, Petru Șchiopul a hotărât scoaterea din scaun a mitropolitului compromis și l-a readus pe mitropolitul Teofan.:p. 187 Grigore Ureche descrie laconic această schimbare de mitropolit: „Pre acéia vréme Pătru vodă déde mitropoliia lui Theofan mitropolitul, carile la Ion vodă o lăsase și fugise prin munți, de frica lui”, fără a preciza ce s-a întâmplat cu Anastasie.
Mitropolitul Teofan fuge în Polonia în anul 1581, în timpul domniei lui Iancu Sasul (1579–1582), împreună cu frații Movilă și cu episcopul Gheorghe Movilă al Rădăuților. Actele emise în perioada următoare îl menționează pe fostul mitropolit Anastasie în fruntea clerului moldovenesc fără a preciza în ce calitate. În octombrie 1583 el îi dă domnitorului Petru Șchiopul binecuvântarea pentru ca egumenul Mihail de la Mănăstirea Moldovița și urmașii lui să-l pomenească; istoricul Nicolae Iorga consideră totuși că actul este greșit datat din moment ce mitropolitul Teofan revenise în Moldova. Într-un act din 5 aprilie 1585 el este menționat ca „fost mitropolit”.:p. 189 Fostul mitropolit Anastasie și fostul episcop Grigorie al Romanului trimit la 15 iunie 1589 o scrisoare către Papa de la Roma în care se plâng de robia turcească, de amenințarea ungurească, de slăbiciunea domnului „străin și venetic” și stăruie pentru acordarea domniei unui oarecare Ștefan, fiul lui Alexandru Lăpușneanu.:p. 190

## Mențiuni literare
Mitropolitul Anastasie este menționat în romanul Nicoară Potcoavă (1952) al lui Mihail Sadoveanu. Scriitorul îl descrie astfel: „bătrân încă în putere, cu plete negre, sprâncenat și cu dinți albi”.:p. 349 Auzind de intrarea în Iași a hatmanului Nicoară Potcoavă, el se ascunde „cu mare grabă și frică” în incinta mănăstirii Sfântul Sava,:p. 345 așteptând vești de la credincioșii săi. Aflând că noul domnitor anunță că nimeni nu va fi prigonit, mitropolitul poruncește să se tragă clopotele la biserici și mănăstiri, iar arhiereul Gherontie să se ducă la curtea domnească cu pâine și sare, închinându-se noului domnitor.:p. 347 Închinăciunea fiind bine primită, mitropolitul Anastasie se înfățișează personal în fața lui Nicoară Potcoavă și se oferă să-l ungă domn. După sfatul de taină, mitropolitul anunță că noul domnitor aduce poporului „nădejde ca să trăiască slobod”.:p. 349 El mai apare în roman la 21 decembrie 1577, atunci când binecuvântează bucatele de la ospățul domnesc la care Nicoară Potcoavă îi anunță pe curteni că renunță la domnie.:p. 391